# Фабрика Ван Неллє
Фабрика ван Неллє — будівля колишнього заводу у нідерландському місті Роттердам, яскравий приклад інтернаціонального стилю в архітектурі.
Будівля була спроєктована та споруджена у 20-х роках XX ст. за проєктом Лейндерта ван дер Флугта під впливом теорії та практики радянського конструктивізму. Вона стала одним з важливіших зразків промислової архітектури Нідерландів епохи модернізму (Nieuwe Bouwen). Заводський комплекс включає в себе декілька будівель промислового призначення. Їхні фасади виконані переважно зі сталі та скла.
У період функціонування на фабриці виготовлялися кава, чай, різні види тютюну. Виробництво було призупинено у 1996 році, а 21 червня 2014 року фабрика ван Неллє була включена до переліку об'єктів Світової спадщини ЮНЕСКО.